# جهان‌آباد (سرایان)
جهان‌آباد روستایی در دهستان دوکوهه بخش سه قلعه شهرستان سرایان استان خراسان جنوبی ایران است. بر پایه سرشماری عمومی نفوس و مسکن در سال ۱۳۹۰ جمعیت این روستا ۲۷ نفر (در ۷ خانوار) بوده است.